# Hilarius Simons
Hilarius Simons (* 22. November 1927 in Münster; † 5. Januar 2021 in Bielefeld) war ein deutscher Kaufmann und Pferdesportfunktionär. Er war der Doyen des Vielseitigkeitsreitens (Military-Reiten) in Deutschland.

## Leben
Hilarius Simons wuchs in einer katholischen Familie auf. 1930 zog die Familie nach Bielefeld um; er besuchte das städtische Ratsgymnasium Bielefeld und wurde 1944 als Flakhelfer in Bielefeld und im Ruhrgebiet eingesetzt. Nach Ende des Krieges absolvierte er zunächst eine kaufmännische, dann eine chemisch-technische Lehre. 1945 trat er in die CDU ein und war 1946 deren Gründungsmitglied in Bielefeld. In Münster studierte er Volkswirtschaft und war als selbständiger Kaufmann tätig.
Von 1969 bis 1985 war er Vorsitzender des Vielseitigkeits-Ausschusses des Deutschen Olympiade-Komitees für Reiterei (DOKR) und Equipechef der deutschen Vielseitigkeitsmannschaften unter anderem bei den Olympischen Spielen in München (1972), Montreal (1976) und Los Angeles (1984). Seit 1973 engagierte er sich im Rotary-Club Bielefeld.
Über 15 Jahre war er ehrenamtlich geschäftsführendes Vorstandsmitglied des Deutschen Reiter- und Fahrerverbandes (DRFV), seit 2001 war er dessen Beiratsmitglied. Er war Vorsitzender der Buschreiter im Warendorfer Olympiade-Komitee. Er war 2002 Gründungsvorstand des westfälischen „Freundeskreises Vielseitigkeit“.
Zusammen mit dem westfälischen Verbandspräsidenten Ernst-August Delius initiierte er 1983 erstmals die Geländepferdeprüfungen.
Hilarius Simons engagierte sich für zahlreiche Sozialprojekte im Heiligen Land. 1972 wurde Hilarius Simons vom Kardinal-Großmeister Maximilien Kardinal de Fürstenberg zum Ritter des Ritterordens vom Heiligen Grab zu Jerusalem ernannt und am 9. Dezember 1972 im Aachener Kaiserdom durch Lorenz Kardinal Jaeger, Großprior der deutschen Statthalterei, und Hermann Josef Abs, Statthalter in Deutschland, investiert. Er war Offizier des Ordens.
Simons war verheiratet mit Irmela; aus der Ehe gingen fünf Kinder hervor.

## Ehrungen und Auszeichnungen
- Goldenes Reiterabzeichen[5]
- Deutsches Reiterkreuz in Silber (1968) und Gold (1987) der Deutschen Reiterlichen Vereinigung (FN)[3]
- Ehrenvorsitzender der Jagdreiter im Deutschen Schleppjagdvereinigung DSJV (2007)[6]
- Ritter des Ordens vom Hl. Grabe zu Jerusalem (1972; Rangerhöhung Offizier)